# Shelly Martinez
Shelly Leonor Martinez (ur. 9 lutego 1980 w Chino) – amerykańska modelka, aktorka, wrestlerka i valet. W World Wrestling Entertainment (WWE) walczyła w brandzie ECW pod pseudonimem ringowym Ariel, natomiast w Total Nonstop Action Wrestling (TNA) pełniła rolę valet The Latin American Xchange (LAX), nosząc imię Salinas.
Martinez rozpoczęła karierę wrestlerki w grudniu 2000. Pracowała, używając imienia Desire,  głównie na scenie niezależnej w południowej Kalifornii w takich federacjach, jak: Revolution Pro Wrestling, Ultimate Pro Wrestling i Empire Wrestling Federation. W kwietniu 2005 podpisała kontrakt z WWE i została przydzielona do terytorium rozwojowego tej federacji, Ohio Valley Wrestling (OVW). W połowie 2006 pojawiła się w ECW, gdzie jako Ariel używała gimmicku tarocistki, jednocześnie będąc menedżerką Kevina Thorna. W 2007 została zwolniona z WWE, po czym wkrótce znalazła zatrudnienie w TNA. Pod imieniem Salinas dołączyła do LAX, partnerując obu członkom drużyny, Homicide’owi i Hernandezowi. Odeszła z TNA we wrześniu 2008, kontynuując dalsze występy w federacjach sceny niezależnej. W 2018 zakończyła karierę wrestlerki.
Martinez jest również aktorką i modelką. Była uczestnikiem telewizyjnego programu reality show „The Search for the Next Elvira”, gra w filmach i serialach telewizyjnych, ponadto wystąpiła w kilku teledyskach.

## Mistrzostwa i osiągnięcia
- Empire Wrestling Federation
  - EWF Tag Team Championship (1x) – z Threat[7]
- New England Championship Wrestling
  - NECW World Women’s Wrestling Championship (1x)[7]
- Wrestling Observer Newsletter
  - Najgorsza walka w wrestlingu (2016) z Rebel na Knockouts Knockdown 2016[8]